# Batophila fallax
Batophila fallax är en skalbaggsart som beskrevs av Julius Weise 1888. Batophila fallax ingår i släktet Batophila, och familjen bladbaggar. Arten har ej påträffats i Sverige.